# Christian-Albrechts-Universität zu Kiel
Christian-Albrechts-Universität (CAU) er et universitet beliggende i Kiel i den tyske delstat Slesvig-Holsten. Universitetet har over 20.000 studenter og cirka 600 faste ansatte.
Universitetet blev grundlagt den 5. oktober 1665 af hertug Christian Albrecht af Slesvig-Holsten-Gottorp som Christiana Albertina i tilknytning til Kiels slot. Kiel lå i den gottorpske del i Hertugdømmet Holsten. Fra denne tiden stammer også universitetets ordsprog Pax optima rerum (fred er det højeste gode) i universitetets segl. Det var dengang den nordligste tyske universitet (mens Slesvig var et dansk, var Holsten et tysk len).
Digterne Jens Baggesen (1764-1826) og Carsten Hauch (1790-1872) har været tilknyttet universitetet som professorer.